# Tomosvaryella gussakovskyi
Tomosvaryella gussakovskyi är en tvåvingeart som beskrevs av Kuznetzov 1994. Tomosvaryella gussakovskyi ingår i släktet Tomosvaryella och familjen ögonflugor. Inga underarter finns listade i Catalogue of Life.